# Kostandenec
Kostandenec (bułg. Костанденец) – wieś w Bułgarii, w obwodzie Razgrad, w gminie Car Kałojan. W 2023 roku liczyła 257 mieszkańców.